# Ablakában álló fiatal férfi
Az Ablakában álló fiatal férfi (Jeune homme à sa fenêtre) Gustave Caillebotte festménye, amely a Los Angeles-i J. Paul Getty Museum gyűjteményének része.

## Keletkezése
A festményen egy fekete öltönyt viselő fiatal férfi áll egy többemeletes lakóház francia ablakában. Az alak háttal áll a szemlélőnek, lábai terpeszben, keze nadrágzsebében, arca a napfényben fürdő utca felé fordul, amelyet magas épületek szegélyeznek. Az utcán divatos öltözetű nő halad át, távolabb hintók és gyalogosok. Caillebotte modellje fivére, René volt, de alkotását nem portrénak, hanem zsánerképnek szánta, erre utal címe is.
A festmény a Caillebotte család újonnan épített, a rue de Lisbonne és a rue de Miromesnil sarkán álló lakóházában készült, egy drága és divatos negyedben, amely Georges Eugène Haussmann báró urbanisztikai elképzelései alapján jött létre. A kor ingatlanügyleteiben a művész apja, a kép keletkezése előtt nem sokkal elhunyt Martial Caillebotte is is jelentős részt vállalt.
Caillebotte művészetében kiemelkedő szerephez jutott a város új köztereit benépesítő polgárság, mint például Párizsi utca esőben című alkotásán. Amikor az Ablakában álló fiatal férfi című képet az impresszionisták második, 1876-os kiállításán a művész bemutatta, mindössze 27 éves volt, ez volt nyilvános debütálása festőként.